# Barrage de Keenleyside
Le barrage de Keenleyside (anglais : Keenleyside Dam), anciennement barrage High Arrows, est un barrage hydroélectrique sur le Columbia en Colombie-Britannique, au Canada.
Il fut construit dans le cadre du Traité du fleuve Columbia. La ville la plus proche est Castlegar.
Il y a deux lacs de barrage formés par ce barrage, les lacs Arrow.
Le barrage est nommé d'après Hugh Llewellyn Keenleyside.